# Хосе Хоакін Трехос Фернандес
Хосе Хоакін Антоніо Трехос Фернандес (ісп. José Joaquín Antonio Trejos Fernández; 18 квітня 1916 — 10 лютого 2010) — костариканський політик, тридцять другий президент Коста-Рики.

## Біографія
Здобув математичну й економічну освіту. Навчався в Університеті Коста-Рики (у подальшому був у ньому професором та ректором), а також у Чиказькому університеті.
1966 року був обраний на посаду президента Коста-Рики. За свого врядування він не мав підтримки більшості у Законодавчій асамблеї, що ускладнювало його роботу. При цьому країна перебувала у важкій фінансовій ситуації, що погіршувалась унаслідок швидкого приросту населення, що збільшувало навантаження на бюджет. Трехос Фернандес був змушений удатись до непопулярного заходу, запровадивши податок з продажів, що збільшило прибуток держави. Також за його адміністрації було реалізовано низку важливих проєктів з дорожнього будівництва.
Після завершення терміну президентських повноважень залишився актичним учасником політичного життя Коста-Рики.

## Праці
- Ocho años en la política costarricense («8 років у костариканській політиці»)
- Por esfuerzo propio («Своїми силами»)